# آن كار (لاعبة جمباز فني)
آن كار (بالإنجليزية: Ann Carr)‏ هي لاعبة جمباز فني أمريكية، ولدت في 16 يناير 1958 في فيلادلفيا في الولايات المتحدة.